# 孔特拉坝

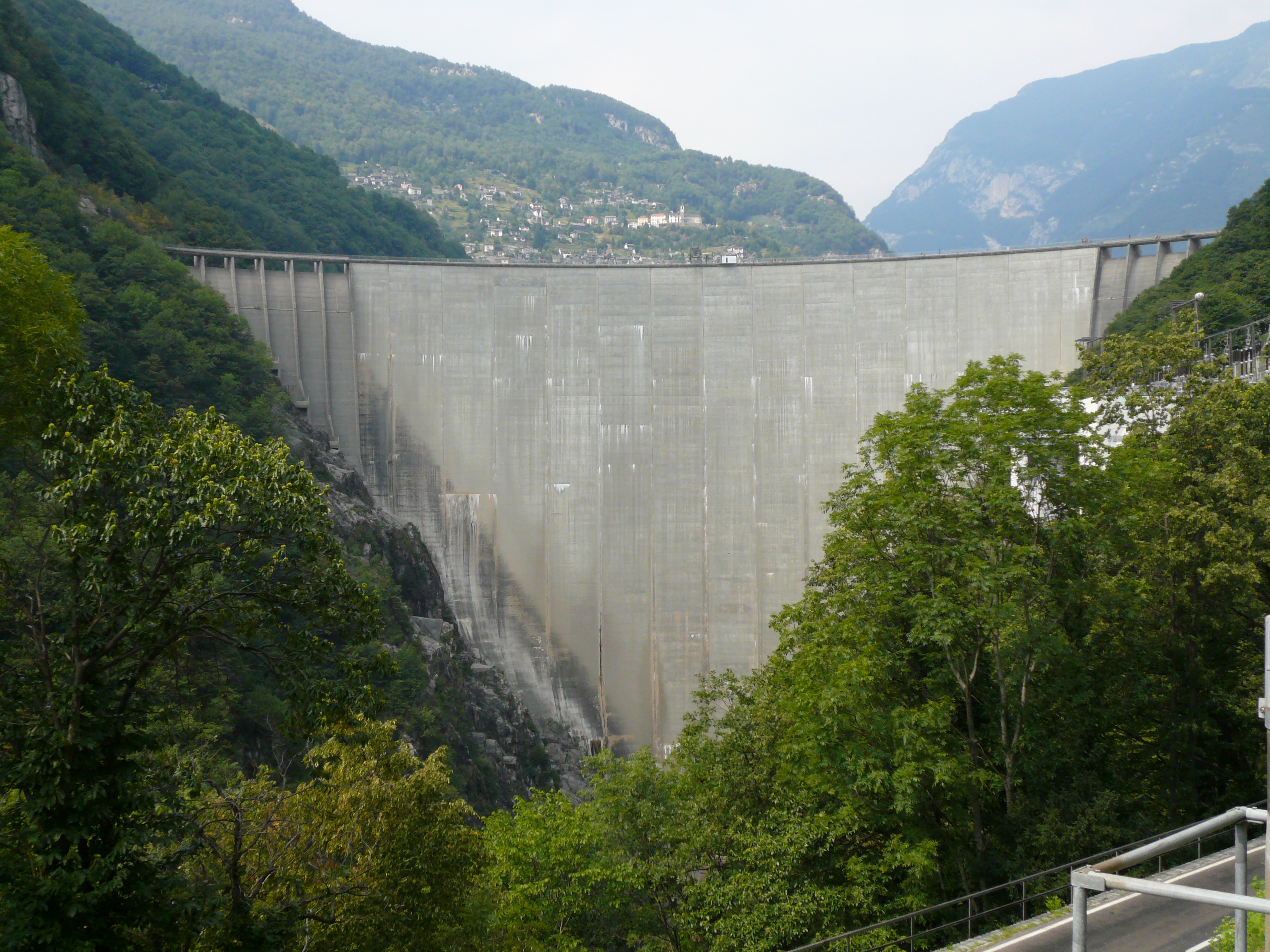
孔特拉坝

孔特拉坝（義大利語：diga di Contra），又稱韦尔扎斯卡大坝（義大利語：diga della Verzasca）或洛迦诺大坝（英語：Locarno Dam）， 是位於瑞士提契诺州塞斯卡山谷韦尔扎斯卡河上的一座拱坝。受到該拱坝攔截的影響，馬焦雷湖上游2公里處形成了一個名為沃戈爾諾湖的湖泊。該拱坝於1961年至1965年間建造。該拱坝也是瑞士第四高的水坝。 
在1995年上映的电影新鐵金剛之金眼睛的開場鏡頭中，詹姆斯·邦德从大坝上跳下，之后该拱坝成为热门的蹦极场所。 